# Цього вечора
«Цього вечора» («À ce soir») — французька кінодрама 2004 року, знята режисером Лаурою Дютійєль, з Софі Марсо у головній ролі.

## Сюжет
Фільм розповідає про молоду медсестру на ім'я Неллі, дружину сільського лікаря. Одного ранку мирна течія життя порушується — Неллі виявляє свого чоловіка мертвим.

## У ролях
- Софі Марсо — Неллі
- Антуан Шаппе — Жозе
- Фабіо Дзеноні — Серж
- Жеральд Ларош — Рене
- Помі Аузьє — Жанна
- Жонас Капельє — Педро
- Луї Люба — Етьєн
- Клотільда Есм — Матильда
- Себастьєн Дерліх — Мануель
- Марі Люба — Антуанетта, бабуся
- Жанетт Дюпре — Марі, бабуся
- Катрін Давеньє — Жанетт
- Мартен Лартіг — Мартен
- Ліз Ламетрі — Марі-Франс
- Крістоф Оффре — епізод
- Агата Дронне — епізод

## Знімальна група
- Режисер — Лаура Дютійєль
- Сценаристи — Лаура Дютійєль, Жан-Поль Фаржо, П'єр-Ерван Гійом
- Оператор — Крістоф Оффенштейн
- Композитор — Франк Луїза
- Художник — Ален Чілінгурян
- Продюсер — Деніза Птідідьє